# Lucifer : Le Dieu des Enfers
 (mai 2023).
- Si vous ne connaissez pas le sujet, laissez ce bandeau (vous pouvez alors contacter les auteurs).
- Si vous supprimez le contenu mis en cause (vous pouvez préalablement contacter les auteurs),

argumentez précisément cette suppression dans la page de discussion
(un manque de référence n'est pas un argument ; une recherche réelle de référence doit avoir été effectuée, être formellement documentée).
Saint Seiya - Lucifer : Le Dieu des Enfers ou Le Temple de Lucifer (聖闘士星矢 最終聖戦の戦士たち, Seinto Seiya saishū seisen no senshi-tachi, Les combattants de la dernière guerre sainte) est le quatrième film d'animation des cinq basés sur la série télévisée d'animation, Les Chevaliers du Zodiaque. Il est sorti le 18 mars 1989 et a été réalisé par les studios Tōei animation. Le peu de succès de ce film censé introduire le chapitre d'Hadès du manga Saint Seiya découragea les producteurs de la série d'animation de poursuivre les épisodes au-delà du chapitre de Poséidon d'où les 114 premiers épisodes.[réf. souhaitée]

## Synopsis
Le Sanctuaire est victime d'une attaque surprise de la part des 4 anges déchus envoyés de Lucifer. Ce dernier propose à Athéna un marché : sa vie contre l'arrêt des destructions sur Terre occasionnées par les dieux alliés de Lucifer (Poséidon, Abel et Eris). Athéna ayant accepté le marché, les Chevaliers de Bronze doivent s'empresser de la rattraper pour vaincre Lucifer, cependant il faudra déjà vaincre les 4 anges déchus qui se dressent contre les chevaliers de bronze.

## Doublage
- Éric Legrand : Seiya, Mû
- Marc François : Shiryû, Hyôga, Aiolia, Shaka
- Serge Bourrier : Shun, Ikki, Astaroth, Poséidon, Aldébaran, Milo
- Virginie Ledieu : Saori Kido, Natasha, Eris
- Jean-Pierre Leroux : Lucifer, Moa
- Nicolas Marié : Belzébuth, Eligor, Abel